# Greycliff (Montana)
Greycliff es un lugar designado por el censo ubicado en el condado de Sweet Grass en el estado estadounidense de Montana. En el Censo de 2010 tenía una población de 112 habitantes y una densidad poblacional de 85,29 personas por km².

## Geografía
Greycliff se encuentra ubicado en las coordenadas 45°45′31″N 109°46′47″O / 45.75861, -109.77972. Según la Oficina del Censo de los Estados Unidos, Greycliff tiene una superficie total de 1.31 km², de la cual 1.31 km² corresponden a tierra firme y (0%) 0 km² es agua.

## Demografía
Según el censo de 2010, había 112 personas residiendo en Greycliff. La densidad de población era de 85,29 hab./km². De los 112 habitantes, Greycliff estaba compuesto por el 94.64% blancos, el 0.89% eran afroamericanos, el 0.89% eran amerindios, el 0% eran asiáticos, el 0% eran isleños del Pacífico, el 0% eran de otras razas y el 3.57% pertenecían a dos o más razas. Del total de la población el 0.89% eran hispanos o latinos de cualquier raza.